# Basilica di Santa Maria Maggiore (Pontevedra)
La basilica di Santa Maria Maggiore è una chiesa cattolica che risale al XVI secolo e si trova a Pontevedra in Spagna.

## Storia
La chiesa è un esempio di stile gotico isabellino e dal 1931 è stata dichiarata un Conjunto Histórico.
Dal 1962 è stato diventata basilica minore, con decreto del Papa Giovanni XXIII e ha anche la distinzione di "Santuario Reale".

## Galleria d'immagini

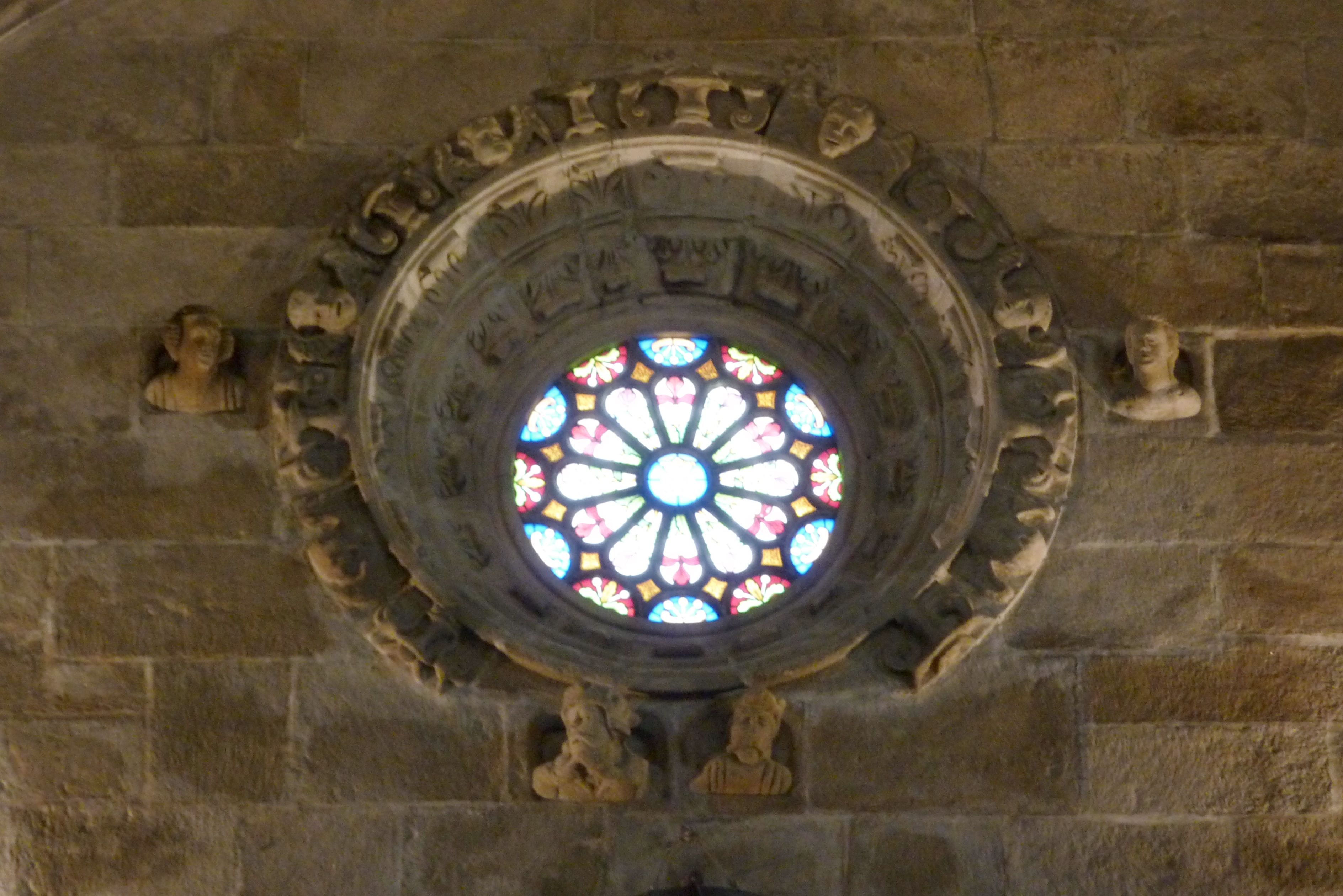
Vista interna del rosone.
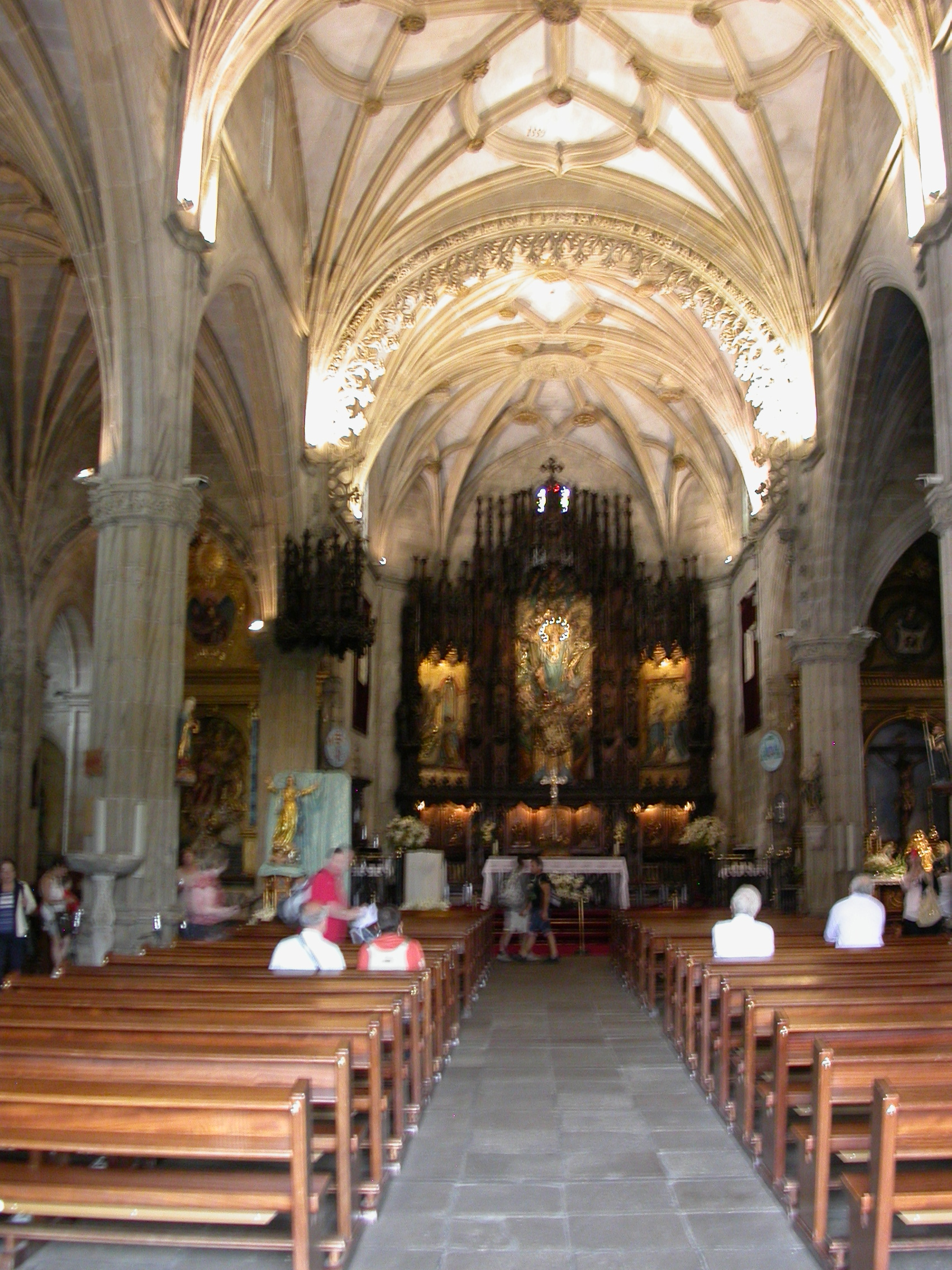
Navate centrale.
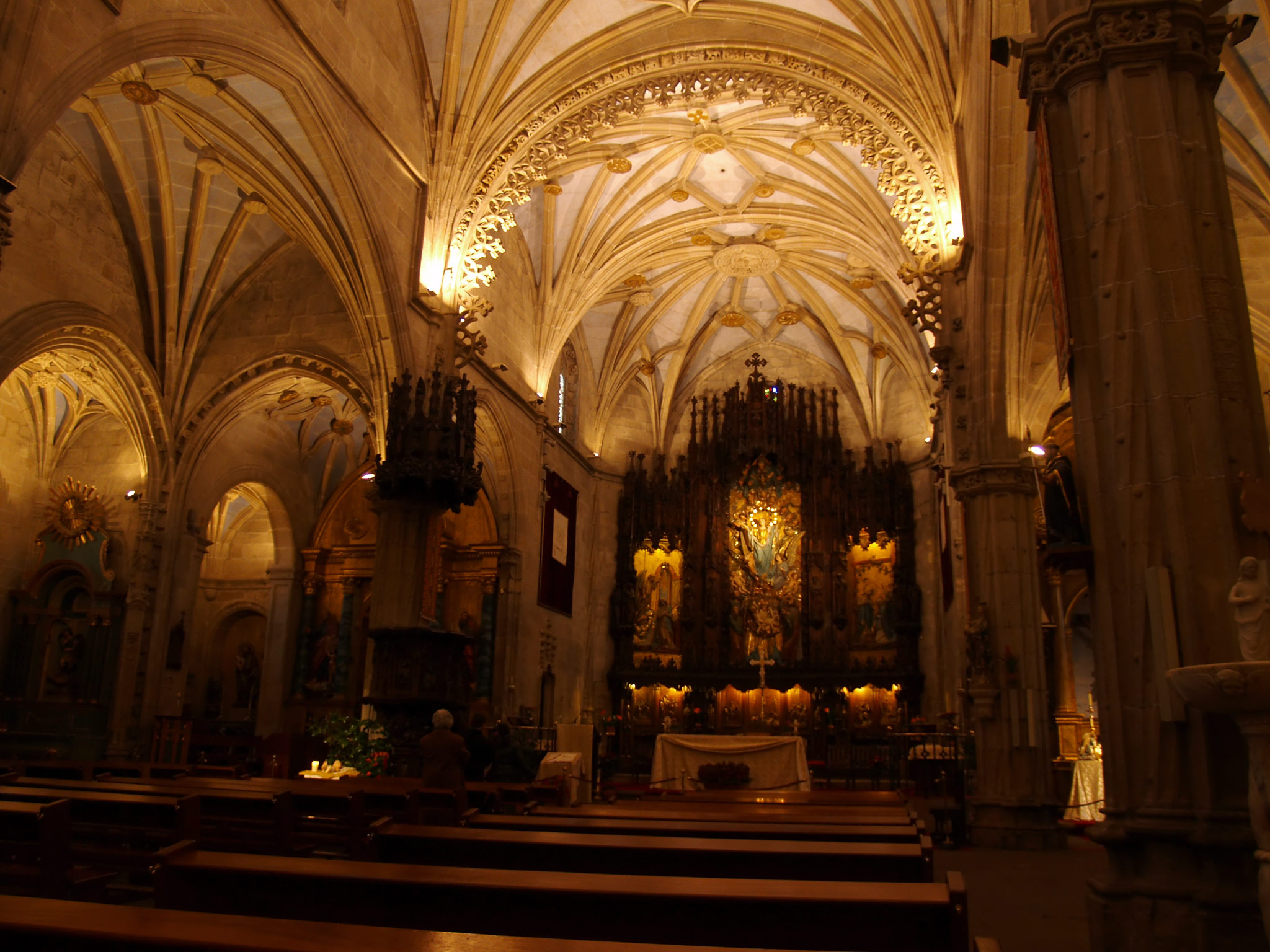
Altare maggiore e navate laterali.
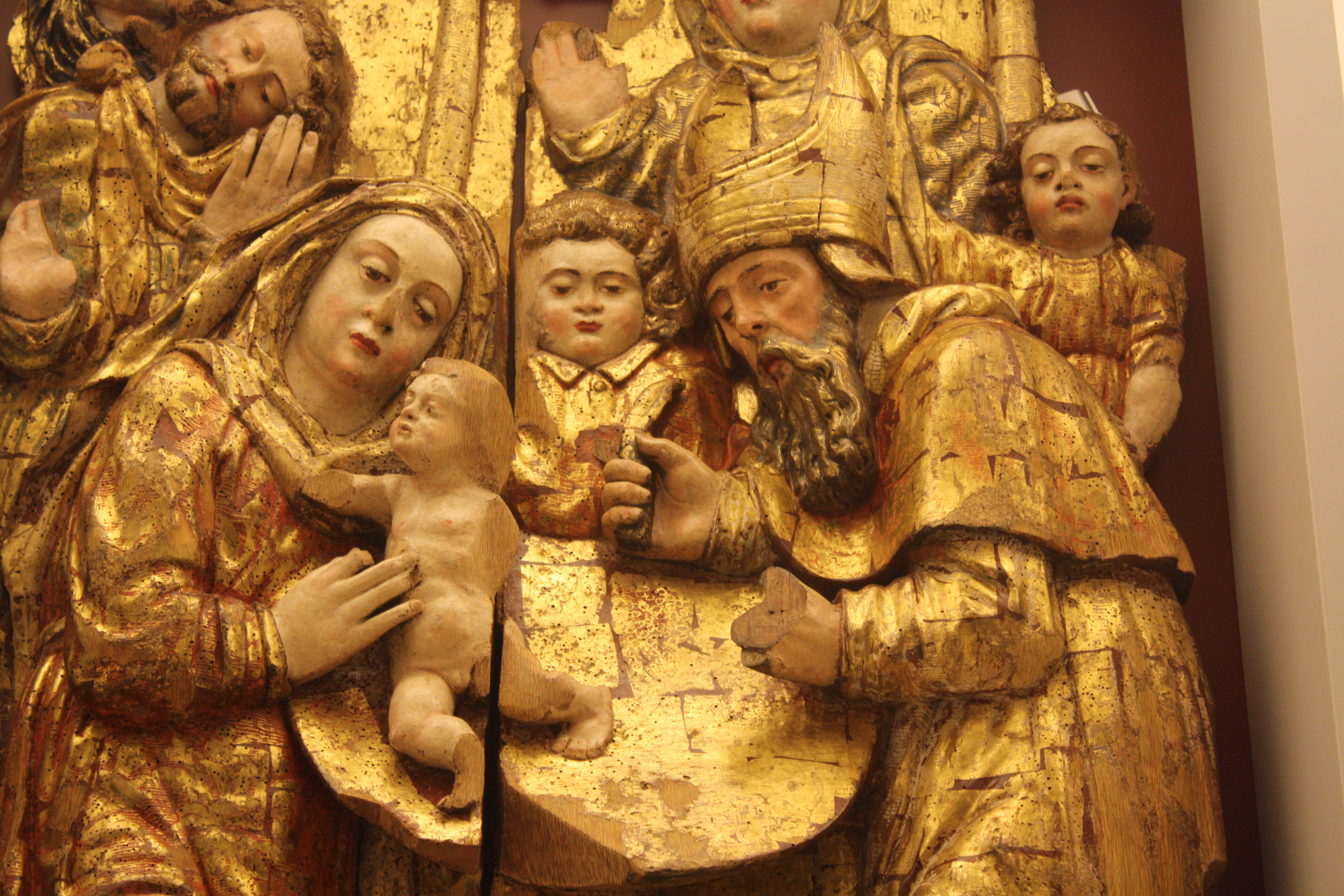
Particolare dell'antica pala d'altare di Santa Maria, oggi nel Museo di Pontevedra.